# Начертание зверя
Начертание зверя (греч. χάραγμα) — выражение из книги Откровения (Откр. 20:4), связанное с некой меткой (печатью), которая будет накладываться на правую руку или чело (Откр. 13:16). Без неё нельзя будет ни покупать, ни продавать (Откр. 13:17). Библия отождествляет начертание, число зверя (греч. τὸν ἀριθμὸν τοῦ θηρίου) и имя зверя (греч. τὸ ὄνομα τοῦ θηρίου: Откр. 13:17-18), которое имеет цифровое обозначение как 666 (греч. χξς). Далее в Откровении сообщается, что те, кто примут начертание на чело или на руку будут, согласно слову третьего ангела, пить «вино ярости» (греч. τοῦ οἴνου τοῦ θυμοῦ) Божьей и мучиться в «огне и сере» во веки веков (Откр. 14:9-11). В 16 главе говорится, что имеющие начертание зверя будут иметь «отвратительные гнойные раны» (Откр. 16:2). За свои страдания они будут хулить Бога, и при этом им будет чуждо раскаяние (Откр. 16:9-11). Предводительствовать над принявшими начертание будут «зверь и лжепророк» (Откр. 19:20). Вместе с тем, некоторые люди победят начертание зверя и будут стоять на «стеклянном море» и воспевать хвалу Богу на гуслях (Откр. 15:2).
В качестве синонима может использоваться выражение печать антихриста. В христианской эсхатологии рассматривается как таинственный знак покорности зверю из Апокалипсиса, принятия власти антихриста.

## Патристика
Ипполит Римский (III век) полагал, что в последние времена явится Антихрист из иудеев, рожденный от обольщенной девицы, который будет слыть миротворцем и творить чудеса. Когда же на земле будут лютовать болезни и климатические катастрофы, Антихрист прикажет запечатлеть число 666 на правой руке и челе, что будет означать «отречение».
Ефрем Сирин (IV век) обращает внимание, что люди будут вынуждены принять начертание зверя, поскольку без нее они не смогут приобретать пищу. Кроме того, после принятия печати люди не смогут осенять себя крестным знамением. Однако верных и отказавшихся принять начертание Господь не оставит.
Андрей Кесарийский (VII век) утверждает, что «оруженосец антихриста» будет «распространять звериную печать везде, и в купле, и в продаже, чтобы не принимающие ее умерли насильственною смертью от недостатка, необходимого для поддержания жизни» при этом содержание самого начертания в Библии не раскрывается, ибо «благодать Божия не соизволила, чтобы это пагубное имя было написано в Божественной книге».
Нил Мироточивый (XVII век) полагает, что когда придет Антихрист, то он станет «самодержцем», а люди будут почитать его за нового Христа. При этом само христианство окажется в небрежении. Алчба (потребление) людей значительно умножится и откроются бедствия, которые Антихрист попытается упразднить с помощью свой печати. На печати же написано будет следующее: «Я твой есмь» — «Да, ты мой еси». — «Волею иду, а не насильно». — «И я по воле твоей принимаю тебя, а не насильно». Сии четыре изречения, или надписи, изображены будут посреди той проклятой печати. Откроются факты каннибализма («пожирание мертвецов»). Сердца запечатанных людей наполнятся бесчувствием. Явятся два пророка Енох и Илия и будут убеждать людей не принимать «печати антихриста», ибо сохранившие верность удостоятся рая. «…Тот, кто печатлеется печатью антихриста, становится демоном».

## Современники
Афонский монах преподобный старец (геронда) Паисий Святогорец (XX век) утверждает, что «всемирная диктатура» и «порабощение антихристу» уже имеет место. «Компьютерный зверь» уже сидит в Брюсселе. Печать антихриста по сути будет функционировать как «удостоверение личности», но с помощью «лазерного луча» на руку или на лоб будет накладываться зашифрованный код, содержащий число 666. По некоторым версиям, старец имел ввиду чипизацию. Паисий предостерегает от заблуждений новоявленных «гностиков», которые полагают, что «вера внутри», знамение креста или освящение способно будет нейтрализовать печать антихриста. Как моча с нечистотами не может быть освящена, также и печать антихриста будет означать отречение от Христа. Впрочем, некоторые православные источники оспаривают подлинность пророчеств Паисия.
Игумен Киприан (Ященко), главный редактор просветительского журнала «Покров», будучи иеромонахом, в 2007 г. совершил паломничество на Афон, где задал различным старцам насущные вопросы от мирян, в том числе касающиеся печати антихриста. Старец Моисей (Агиоритис) из монастыря Кутлумуш ответил, что Христос способен защитить верного христианина от всякой напасти, в том числе и от принятия «печати Антихриста». «ИНН, новые паспорта» или «паспорт с чипами» можно будет принимать только в том случае, если Церковь одобрит, однако тогда «Ответственность ляжет на Церковь».

## Протестантизм
Пресвитерианский (кальвинистский) богослов Уильям Баркли полагает, что отказ принять начертание зверя будет означать «экономическое уничтожение». Сам термин начертание («харагма») означает, что человек становится рабом или собственностью кого-либо. Семантически оно отлично от клейма (стигма) и может представлять собой татуировку или филактерии. Что касается числа 666, то Баркли замечает, что уже Ириней Лионский не знал значение этого числа. Однако оно имеет некоторое отношение к Нерону.

## Мнения о печати
Отрывочные упоминания о начертании зверя в Библии порождали различные версии того, что именно представляет собой это явление.

### Паспорт
Старообрядцы не принимали бумажные паспорта Петра I и советского образца. Впоследствии в среде православных христиан возникли споры относительно биометрического паспорта.

### Вакцина
Еще в конце XIX века след от вакцинации от оспы в южных регионах России воспринимался как «печать Антихриста»

### Деньги
Некоторые толки старообрядцев также избегали использования бумажных денег.

### ИНН

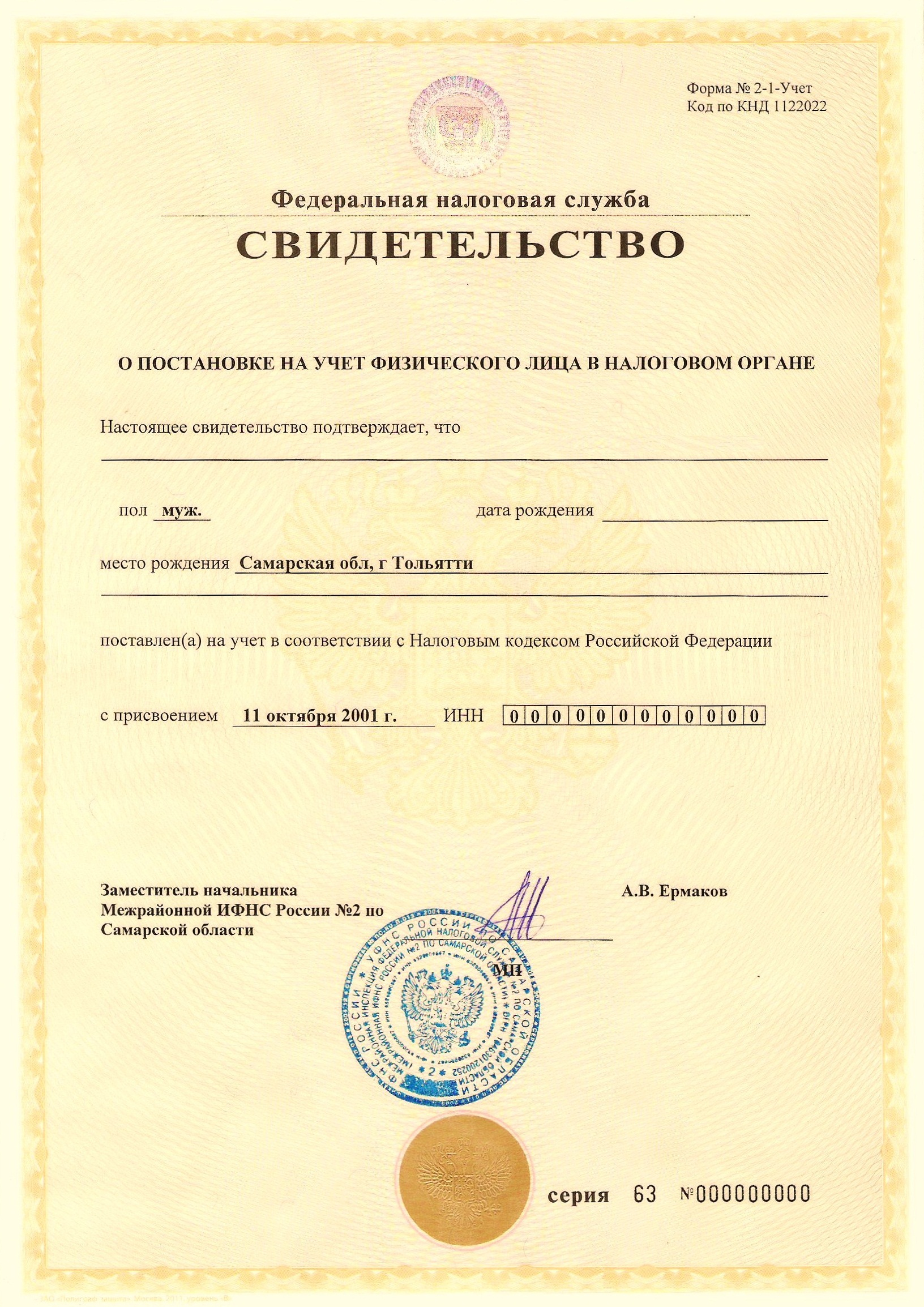
ИНН физического лица

В 2001 году православная общественность была взбудоражена связью ИНН и «сатанинской печати» с числом 666. Эти страхи были рассмотрены Синодальной богословской комиссией Русской Православной Церкви, однако тема не потеряла своей актуальности.
Священный Синод Украинской Православной Церкви Московского Патриархата в Послании от 29 декабря 2003 года заявил:

Царство антихриста не состоится без соответствующей технической базы, с помощью которой он захочет добиться своих целей… Нынешний процесс кодификации гражданского населения непосредственно касается политической и хозяйственной деятельности граждан. Он внедряется в формах, которые имеют типологическое совпадение с ограничениями апокалипсических времён.

В неразберихе вокруг ИНН и новых документов архимандрит Иоанн (Крестьянкин) (1910—2006) видел тонкую работу дьявола по сеянию смуты и расколов в обществе:
Государственная проблема об индивидуальных номерах налогоплательщика стараниями врага Божьего, ложными слухами о введении в ИНН трёх шестёрок обрела в духовном мире великую силу смуты и стала для нас той проверкой, которая проявила в верующих отсутствие веры Богу и доверия Матери-Церкви… Дорогие мои, а ведь именно эту цель и преследовал враг, вводя в штрих-код число 666, а никакое иное. Но с какой лёгкостью и как безболезненно это роковое число было удалено, когда оно сделало своё дело! Число убрали, заявление о присвоении номеров исключили, а смута и раскол в Церкви продолжают углубляться…
В 2006 году в РПЦ были общины, отказывающиеся принимать ИНН.
В 2012 году Екатеринбургская епархия выступила в защиту «противников ИНН»

### Универсальная электронная карта

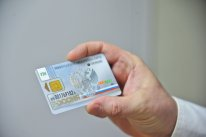
Универсальная электронная карта

Серьёзные опасения у верующих вызывало введение УЭК, которая, в отличие от всех предыдущих претендентов на печать, соединяла в себе функции удостоверения личности и банковской карты. Русская Православная Церковь в 2014 году поддержала стремление россиян не принимать УЭК и иметь только бумажные документы, а также призвала не дискриминировать тех, кто отказался от электронных документов. Протоиерей Всеволод Чаплин на состоявшемся 7 сентября 2014 г. «Всероссийском совещании ревнителей чистоты Православия» подчеркнул, что Святейший Патриарх Московский и всея Руси Кирилл и уполномоченные представители Церкви однозначно выступают за создание альтернативы новым электронным идентификаторам личности:
Это очень ясная и непреклонная позиция Святейшего Патриарха: должна быть альтернатива у всех, кто не желает получать электронные документы и любые идентификаторы нового образца. Об этом мы стараемся говорить с разными представителями органов власти
В конечном итоге введение УЭК было прекращено.
Священный Кинот Святой Горы Афон в 2015 году выступил против введения аналогичных электронных паспортов в Греции.
Валерий Павлович Филимонов, русский писатель-агиограф, высказывает мысль: «Сегодня как никогда становится очевидным, что „имя зверя“ — не собственное имя самого „зверя“, а то имя, которое „зверь“ дает человеку. Это имя, которое „зверь, выходящий из земли“ (Откр. 13, 11) — предтеча антихриста дает „малым и великим, богатым и нищим, свободным и рабам“ (Откр. 13, 16). Выражение „или число имени его“ следует понимать как уточнение. Здесь указание на то, что имя, которое „зверь“ дает человеку, записывается в виде числа, то есть является цифровым».

### Штрих-коды

Штрихкод

В 1981 году впервые на связь печати антихриста и штрихкода обратила внимание американская проповедница пятидесятнического толка Мэри Стюарт Рэфл, откуда эта идея попала к Афонским монахам
В 2014 году подмосковный агрохолдинг Русское молоко (директор Василий Бойко-Великий) начал выпуск продукции с перечеркнутым штрихкодом, объясняя это борьбой с «печатью антихриста». Богословское толкование подобного отождествления возводилось к монахам афонского монастыря Григориат и срывание штрих-кодов и водяные пистолеты со святой водой).
Нередко к теме печати обращали внимание маргинальные группы (например, Пензенские затворники, царебожнические группировки, последователи псевдостарцев и младостарцев), которые, отчасти, девальвировали образ данной проблемы. Активность и спекуляции внецерковных групп вокруг темы печати антихриста отнюдь не способствуют выработке ясного отношения к данной проблеме в церковной среде, и приводят только к устрашению верующих.

### Кредитные карты

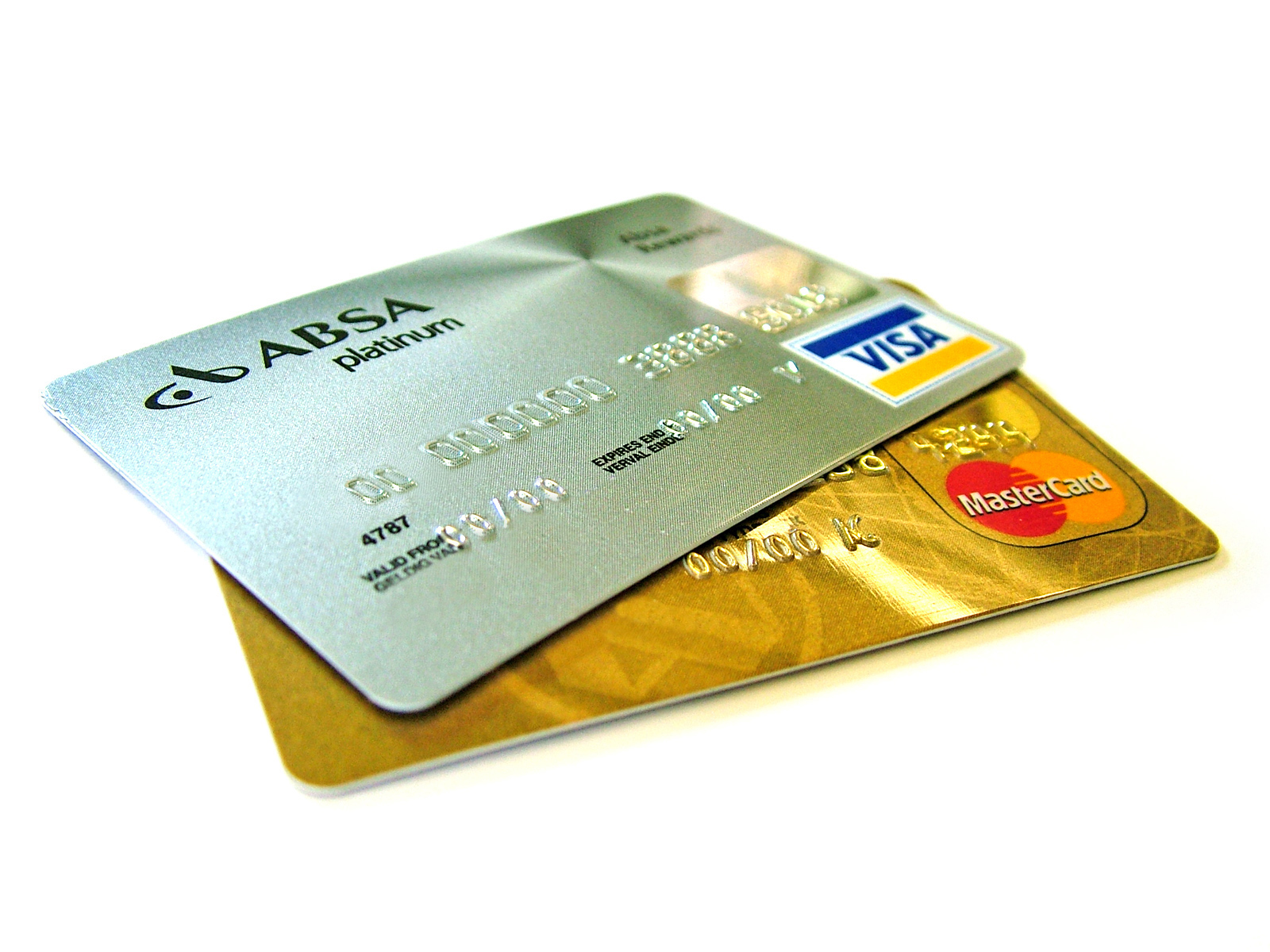
Банковские платёжные карточки

Александр Александрович Панченко полагает, что корни представлений о кредитных карточках и т. п. как «печати Антихриста» усматриваются в американской пятидесятнической среде, где в 1975 году сформировалось представление о гигантском компьютере «Зверь» в брюссельской штаб-квартире Общего Рынка. Проповедница Мэри Стюарт Рэлф (1916—2011) в 1981 году выразила мысль, что Зверь поработит человечество через систему пластиковых карт. Эту идею к 1987 году воспринял и православный монах Паисий Святогорец.

### QR-код

QR-код

В 2021 году священник Русской православной церкви Георгий Максимов назвал отождествление QR-кода с «печатью Антихриста» из Откровения Иоанна Богослова суеверием.